# Church Broughton

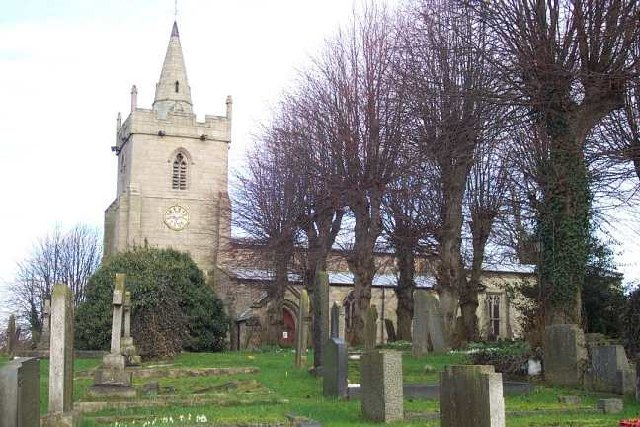
Kyrkan i Broughton.

Church Broughton är en by och en civil parish i South Derbyshire i Derbyshire i England. Orten har 615 invånare (2011). Byn nämndes i Domedagsboken (Domesday Book) år 1086, och kallades då Broctune.